# Altair (São Paulo)
Altair, amtlich portugiesisch Município de Altair, ist eine brasilianische kleine landwirtschaftlich geprägte Gemeinde im Bundesstaat São Paulo. Nach offizieller Schätzung betrug die Einwohnerzahl im Jahr 2021 4211 Menschen, die Altairenser (altairenses) genannt werden und auf einer Gemeindefläche von rund 313 km² leben.

## Toponymie
Der Ort ist nach dem Stern Altair im Sternbild Adler benannt.

## Geographie
Die Entfernung zur Hauptstadt São Paulo beträgt 473 km Wegstrecke. Die Anbindung erfolgt über die SP-322 (Rodovia Armando de Sales Oliveira).
Umliegende Gemeinden sind Guaraci, Icém, Onda Verde, Nova Granada und Olímpia.
Das Biom ist Cerrado und Mata Atlântica. Altair liegt auf einer Höhe von 544 m.

### Klima
Die Stadt hat tropisches Klima, Aw und Cfb nach der Klimaklassifikation nach Köppen und Geiger. Die Durchschnittstemperatur ist 22,9 °C. Die durchschnittliche Niederschlagsmenge liegt bei 1287 mm im Jahr. Im Südsommer fallen deutlich mehr Niederschläge als im Südwinter.
|                   | Jan  | Feb  | Mär  | Apr  | Mai  | Jun  | Jul  | Aug  | Sep  | Okt  | Nov  | Dez  |   |      |
| Temperatur (°C)   | 24,6 | 24,5 | 24,3 | 23,0 | 20,9 | 19,4 | 19,7 | 21,8 | 23,5 | 24,3 | 24,4 | 24,4 | Ø | 22,9 |
| Niederschlag (mm) | 238  | 230  | 141  | 60   | 46   | 24   | 16   | 12   | 41   | 111  | 136  | 232  | Σ | 1287 |

## Geschichte
Ab 1920 bestanden Pläne, durch das heutige Gemeindegebiet eine Bahnstrecke zu führen. Von Bebedouro aus sollte durch die Companhia Ferroviária de São Paulo-Goiás eine Verbindung zum Bundesstaat Goiás hergestellt werden. Auf dem Landbesitz von Joaquim Carlos Garcia, der hierfür am 31. Dezember 1929 Land stiftete, sollte eine Station namens Altair errichtet werden, es entstand ein Siedlungskern mit Namen Estrela Branca da Constelação de Águia. Das Dorf wurde 1933 zur Vila erhoben und erhielt den Namen Cidade Estrela und wurde Sitz eines Friedensbezirks. Das Eisenbahnunternehmen war nicht erfolgreich, die Rodovia Armando de Sales Oliveira ersetzte die Verkehrsanbindung. 
1938 wurden Teile der Gemeinden Guaraci und Icém abgetrennt und mit Altair zum Distrito de Altair als neuer Distrikt der Gemeinde Olímpia zusammengefügt. Am 18. Februar 1959 wurden die Stadtrechte verliehen, die Installation erfolgte erst zum 1. Januar 1960. Altair war aus Olímpia herausgelöst worden und bildete einen Gesamtdistrikt.

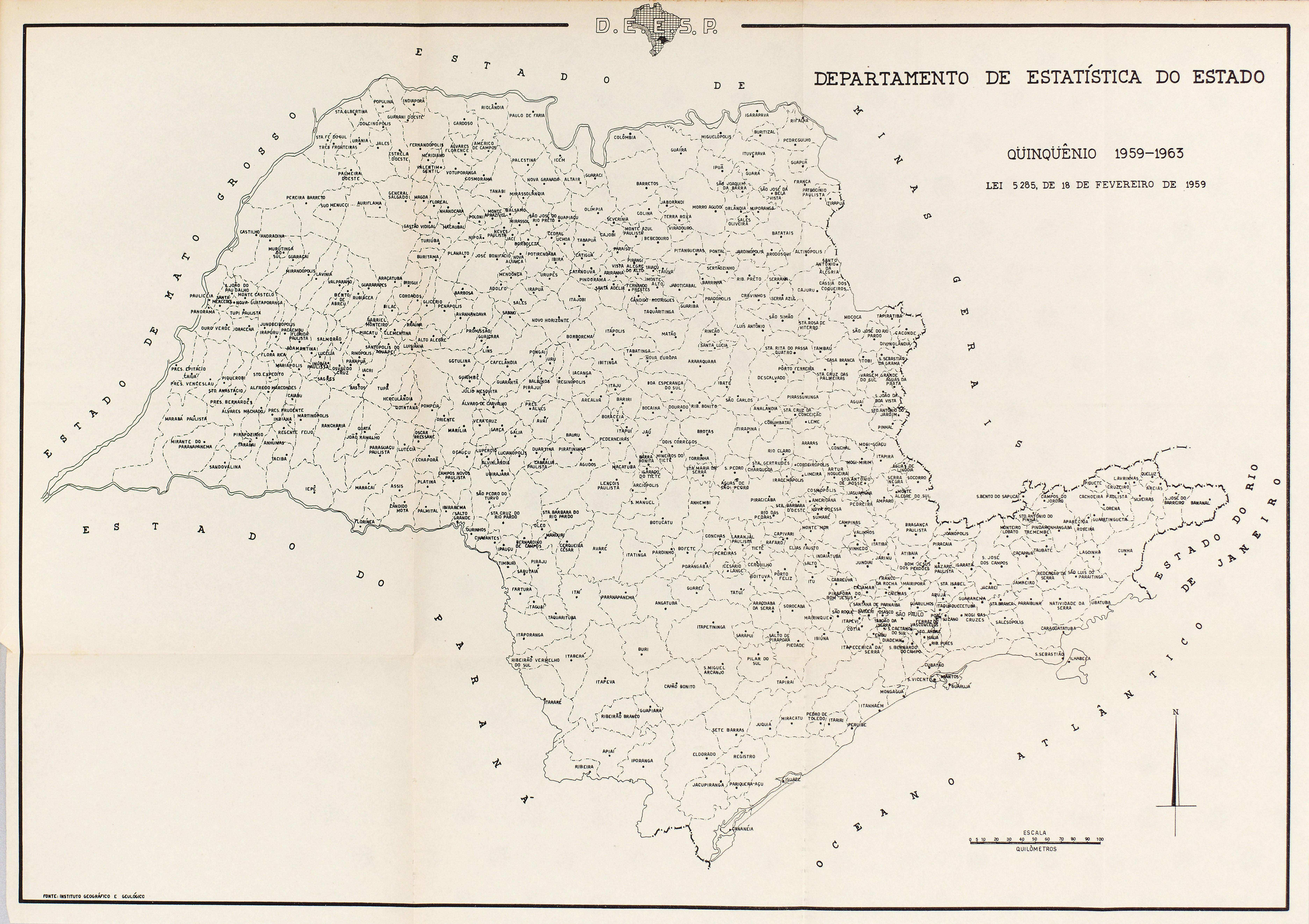
Karte des Bundesstaates São Paulo (1959).

1990 wurde der zweite Distrikt Distrito de Suinana gegründet.

## Bevölkerungsentwicklung
Die Bevölkerungsdichte betrug 2010 rechnerisch 12,2 Einwohner pro km², rund 80 % lebten im als urban bebauten Raum im Hauptort. 2010 waren rund 23,4 % der Bevölkerung Kinder und Jugendliche bis 15 Jahre.
| Jahr | Einwohner | Stadt | Land  |
| --- | --------- | ----- | ----- |
| 1991 | 3.239     | 2.168 | 1.071 |
| 2000 | 3.530     | 2.550 | 980   |
| 2010 | 3.815     | 3.022 | 793   |
| 2021 | 4.211     | ?     | ?     |
| Hier fehlt eine Grafik, die leider im Moment aus technischen Gründen nicht angezeigt werden kann. Wir arbeiten daran! |           |       |       |